# Трифоновка (Оренбургская область)
Трифоновка — село в Северном районе Оренбургской области России. Входит в состав Нижнечеляевского сельсовета.

## География
Село находится в северо-западной части Оренбургской области, в пределах Бугульминско-Белебеевской возвышенности, в степной зоне, на расстоянии примерно 7 километров (по прямой) к юго-востоку от села Северного, административного центра района. Абсолютная высота — 201 метр над уровнем моря.
Климат
Климат характеризуется как континентальный с продолжительной морозной зимой, тёплым летом и относительно короткими весной и осенью. Продолжительность безморозного периода составляет 115—125 дней. Среднегодовое количество атмосферных осадков превышает 400 мм.
Часовой пояс
Село Трифоновка, как и вся Оренбургская область, находится в часовой зоне МСК+2. Смещение применяемого времени относительно UTC составляет +5:00.

## Население
| 2010 |
| ---- |
| 243  |

Половой состав
По данным Всероссийской переписи населения 2010 года в половой структуре населения мужчины составляли 45,7 %, женщины — соответственно 54,3 %.
Национальный состав
Согласно результатам переписи 2002 года, в национальной структуре населения мордва составляла 78 % из 313 чел.

## Фотогалерея

Этно-экспедицичное исследование и поездка в Россию Вяйсянена. Автор фото: Вяйсянен А. О., 1914 год
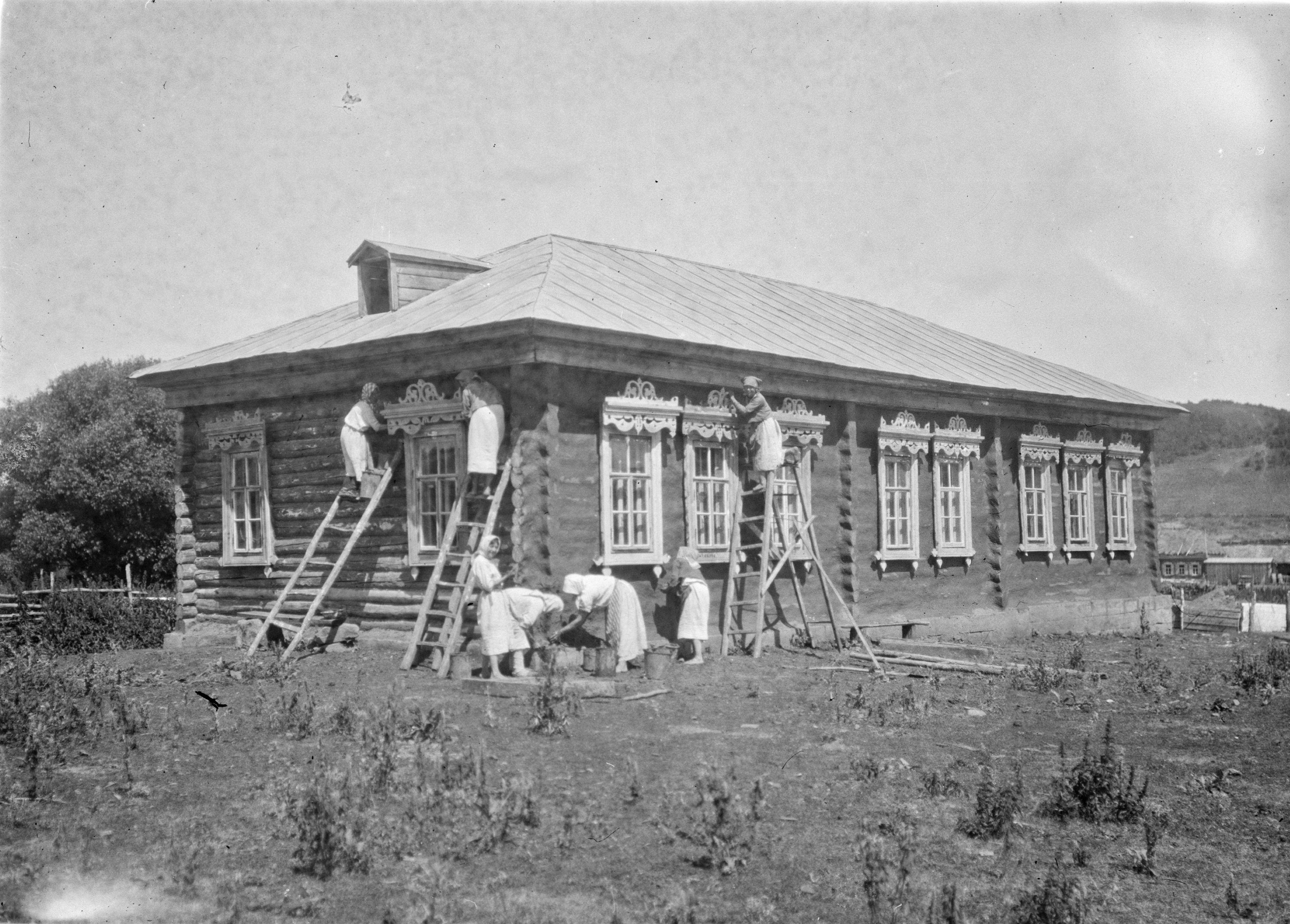
Штукатурят школу. Место: Середневка (ныне Трифоновка), Бугурусланский район.
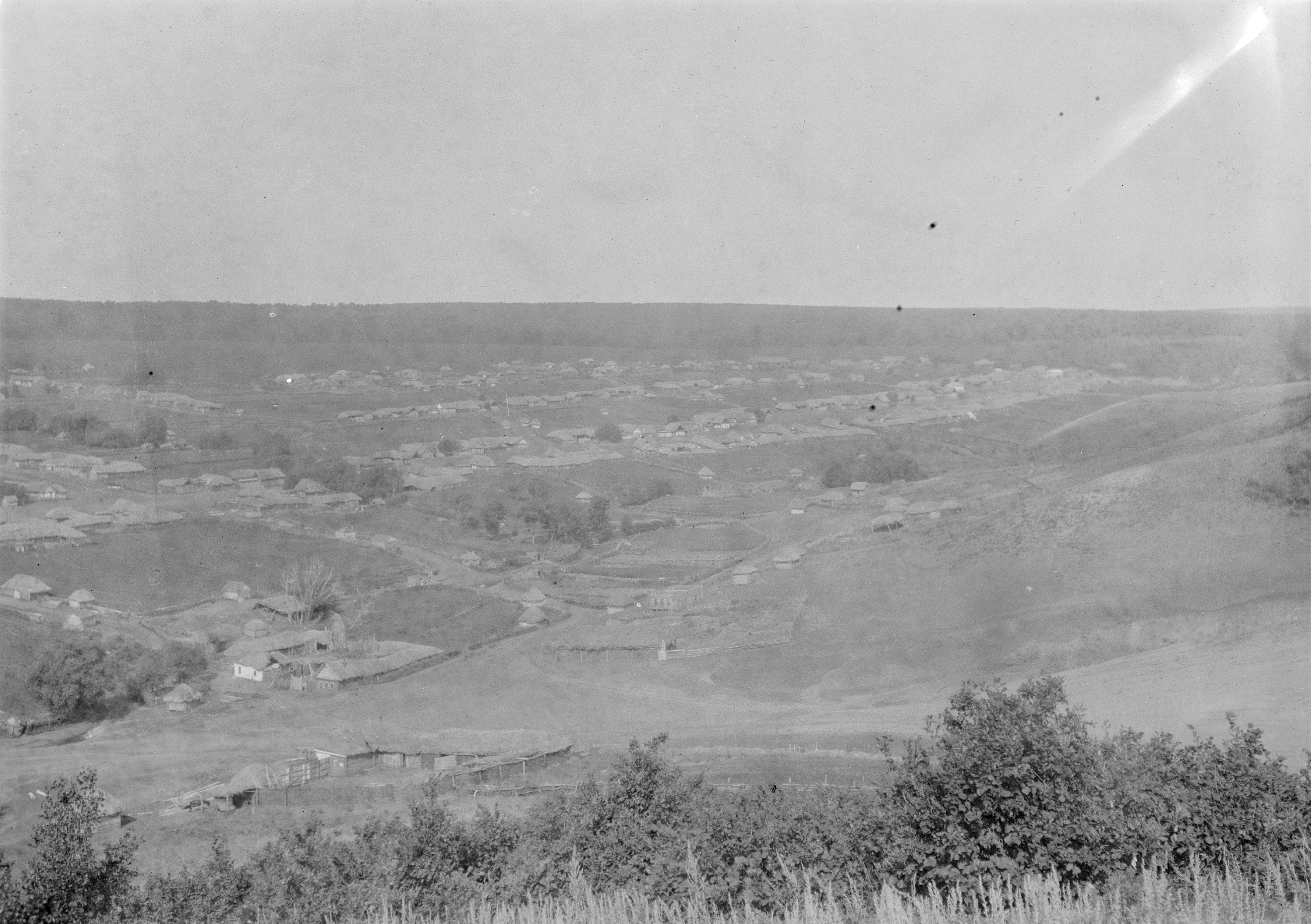
Деревня Середневка с вершины холма. Деревня видна слева (слева направо); расположена в долине; рядом с церковью жрица, кузница и детское училище. Место: Середневка (ныне Трифоновка).
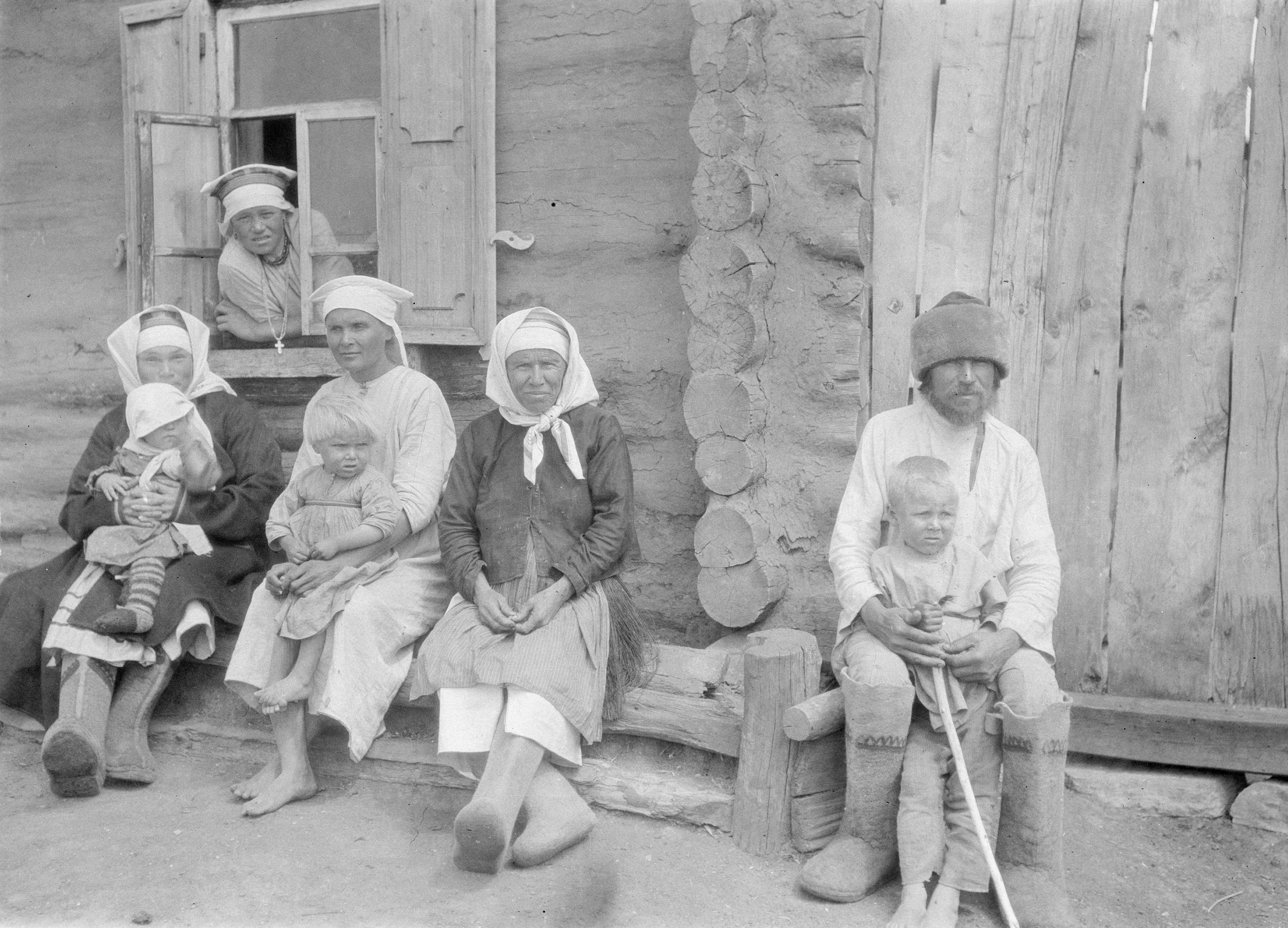
Пожилые и дети отдыхают у стены дома.
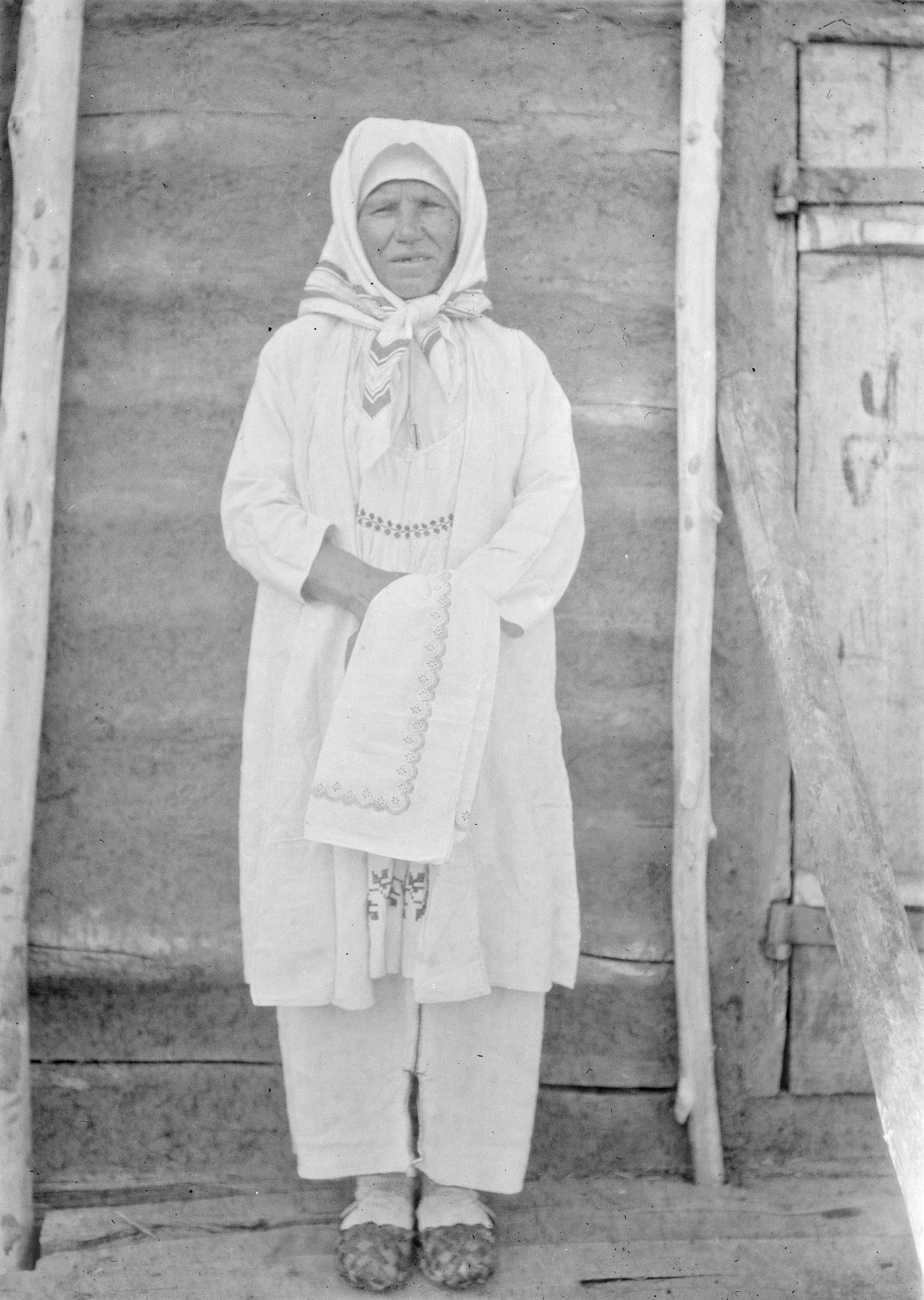
Женщина, в подготовленных для собственного погребения одеждах . Ткань в руках отличается от обычной, и «пулакш» («pulakš», набедренная деталь костюма эрзянок) отсутствует. Место: Середневка (ныне Трифоновка).
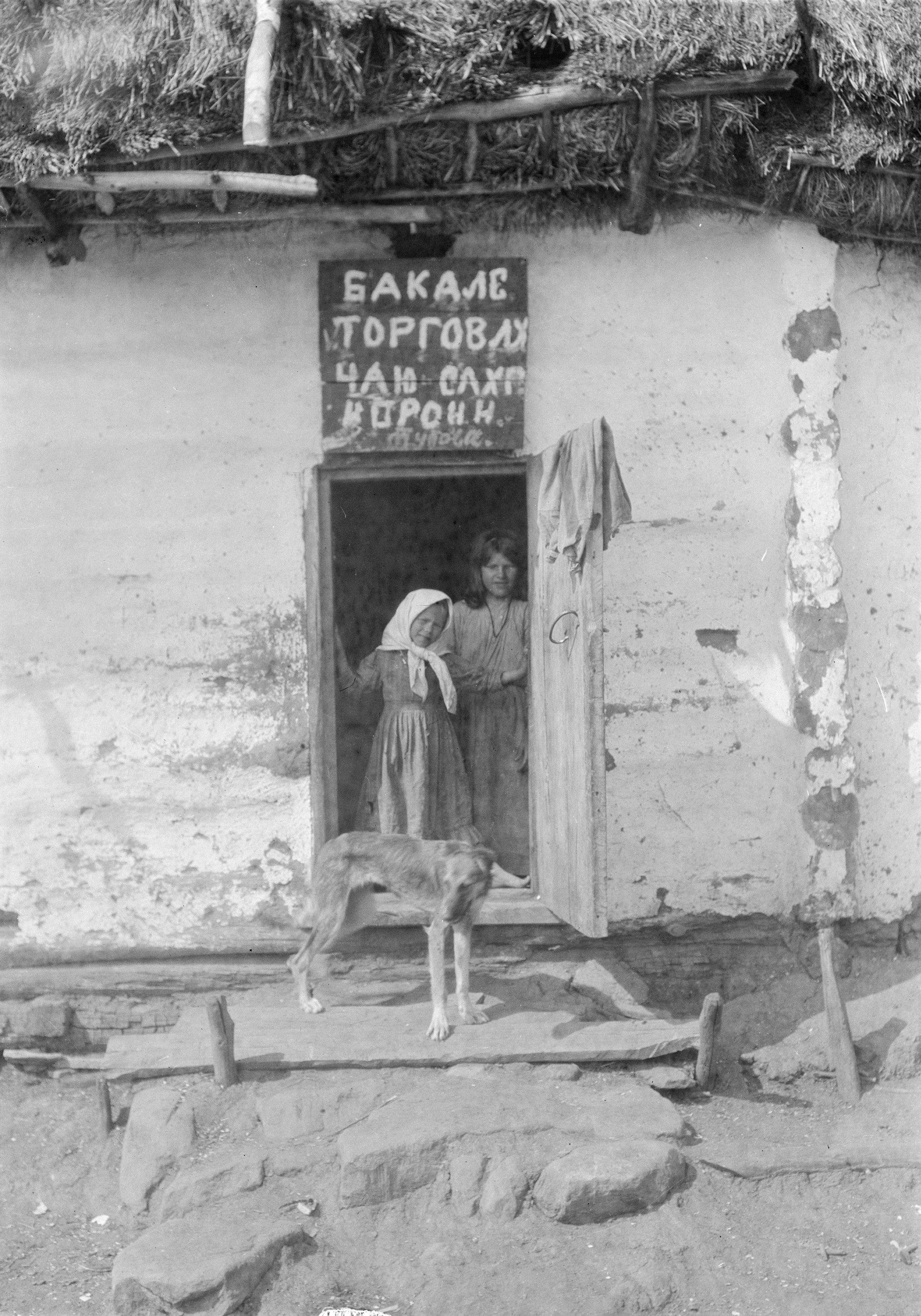
Магазин.